# Англійська духовна місія у Забайкаллі
Англійська духовна місія в Забайкаллі — протестантська духовна місія Лондонського місіонерського товариства, що діяла в 1818—1840 роках в Забайкаллі. Відома значною працею в галузі складання підручників та словників монгольської мови, книговидавництва та поширення освіти серед бурятського населення.

## Британські місіонерські товариства
У 1796 році було створено Лондонське та Шотландське місіонерські товариства. У 1804 році створюються Британське та Іноземне біблійні товариства. Їх основними цілями були переклад Біблії мовами народів світу та її поширення.
В 1805 імператор Олександр I підписав Закон про релігію, що дає свободу проповіді церквам і суспільствам, які отримали офіційну реєстрацію в Росії. Шотландське місіонерське товариство отримало на Північному Кавказі право на «…навернення суміжних магометан і язичників у християнську віру через проповідування та друкування Священних книг».
У грудні 1812 року в Санкт-Петербурзі на зразок Британського було створено Російське біблійне товариство. Олександр I став його членом із щорічним внеском у 10 тисяч рублів.
У 1814 році Російське біблійне товариство почало співпрацювати з Лондонським місіонерським товариством.

## Історія місії
26 грудня 1814 року Лондонське місіонерське товариство вирішило відкрити представництво в Іркутську.

### Персонал місії

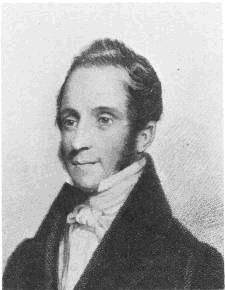
Едвард Сталібрас

15 серпня 1815 року Роберт Юїлль запропонував свою кандидатуру для участі у місії. Кандидатура Юїлля довго не затверджувалась. У грудні 1815 року першим було затверджено Едварда Сталібраса (англ. Edward Stallybrass). У 1817 році членом місії був обраний Корнеліус Рамн. Третім місіонером став Вільям Сван, який отримав призначення 3 червня 1818 року.

### Прибуття до Росії
У 1817 році подружжя Сталібрас і Рамн прибуло до Санкт-Петербурга. Імператор Олександр I надав місіонерам кредит у 7 тисяч рублів, і виділив для місії ділянку землі у Селенгінську та 7 тисяч рублів на будівництво будівлі. Імператор також видав указ про відкриття місії. 5 грудня 1817 року сім'ї місіонерів виїхали до Сибіру і 26 березня 1818 року прибули до Іркутська, де залишилися на кілька місяців, займаючись вивченням монгольської мови.

### У Селенгінську

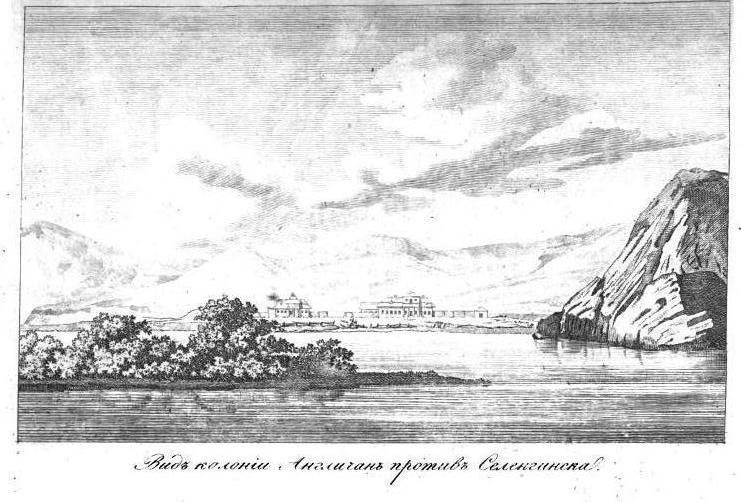
Будівлі Англійської місії у Селенгінську. Малюнок художника Янченка з книги А. І. Мартоса «Листи про Східний Сибір». 1823 рік.

Однак, Іркутськ Сталібраси і Рамни вважали незручним для розміщення своєї місії, і вони вирішили оселитися в Селенгінську, який був ближче до китайського кордону і звідки місіонери мали намір проникнути до Монголії. В 1819 Сталібрас і Рамн на запрошення Хамбо-лами відвідали Тамчинський дацан. Тим часом захворіла на Бетті Рамн і лікарі рекомендували їй лікування в Санкт-Петербурзі. Родина Рамнів виїхала із Селенгінська 19 грудня 1819 року.
Наприкінці січня 1820 року до місії прибули родина Юілль та Вільям Сван. Сім'я Сталібрасів вже жила в Селенгінську, де місіонери придбали у міського товариства за 5 тисяч рублів будинок, який раніше планували під поштову станцію. Сім'ї розводили свійських тварин: овець, корів та коней, пекли хліб, робили квас, а також виготовляли власні свічки. Продовольство закуповували оптом в Іркутську та Верхньоудинську. Вільям Сван та Роберт Юїлль надавали місцевому населенню медичну допомогу. Юїлль відкрив у своєму будинку аптеку. Мешканці Селенгінська називали його Романом Васильовичем.

### Сім'ї місіонерів
В 1826 Сара Сталібрас відкрила в Селенгінську школу для дівчаток, в якій викладалося рукоділля, ремесла, готувалися гувернантки. Після смерті Сари (6 лютого 1833 року) навчання у школі вели її діти.
У 1827 році від тифу померла Марта Кові (дружина Юїля) та три її дочки. Із 13 дітей місіонерів вижили лише 8.
Вільям Сван сім'ї у відсутності; він часто здійснював тривалі поїздки до Пріаргунья на сході Забайкалля, відвідав 18 родів селенгінських та 11 родів хоринських бурятів.
У січні 1829 року Сван здійснив поїздку до Шотландії, де одружився. У 1832 році подружжя Сван відвідало Санкт-Петербург. У березні 1834 року сім'я Сванов прибула до Селенгінська. Разом із ними приїхав новий член місії — друкар Джон Аберкромбі, хрещений уродженець Кавказу.
У жовтні 1834 року Едвард Сталібрас виїхав до Англії, де знову одружився, ймовірно, на вимогу Лондонського місіонерського товариства.

### Місіонерська діяльність

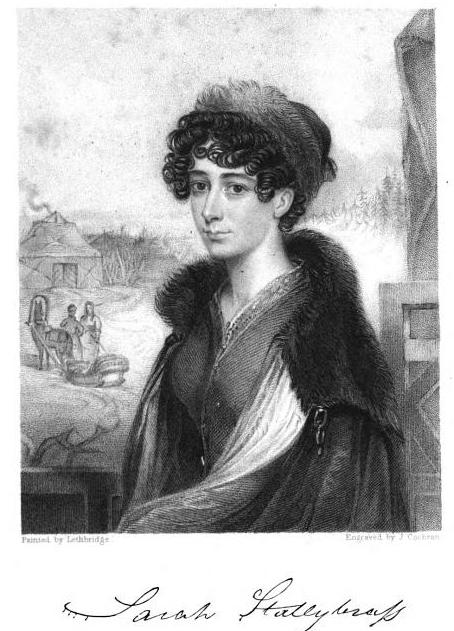
Сара Сталібрас. Портрет некрологу Едвард Сталібрас. Лондон, 1836 рік.

Місцева світська і духовна влада створювала різні перешкоди діяльності місіонерів, підозрюючи їх у політичній пропаганді та шпигунстві.
Місіонери вивчали російську, монгольську, маньчжурську мови. За свідченням Джона Дундаса Кохрана, ними було придбано 30 возів релігійних книг, привезених із Тибету.
У Селенгінську місіонери дізналися, що буряти кочують на великих територіях, і виникла потреба у тривалих поїздках, які здійснюють члени місії у літній період. У 1823 році місія купила будинок на річці Оні (нині Хоринський район Бурятії).
У 1828 році місіонери вирішують роз'їхатися Забайкаллем. Сталібрас засновує місіонерський стан на річці Кодун біля великого Кодунського дацана, за 15 верст від Степової думи. Там купили будинок у колишнього тайші Галсанова. У 1832 році Сталібрас збудував нову будівлю. Сван переїхав на Ону, де після 1832 (за різними відомостями в 1828 або після 1832) створив школу.
19 квітня 1829 року місіонерів відвідав Осип Ковалевський, який мандрував зі своїм наставником Олександром Ігумновим. До цього часу Роберт Юїлль склав монгольсько-російський, російсько-монгольський, монгольсько-маньчжурський словники з коротким поясненням слів по-монгольськи, почав англо-монгольський словник, написав монгольську граматику англійською, а для бурятів і монгольською мовою, геометрію, тригонометрію та практичну геометрію.
О. Ковалевський кілька разів відвідував Селенгінськ, де надовго зупинявся у місіонерів. 28 травня 1829 року він виїхав на Уду до хоринських бурятів. Там він зустрівся зі Сваном та Сталібрасом і отримав від них частину монгольської граматики та псалтир, переведений на монгольський Сталібрасом. Пізніше Юїлль передав О. Ковалевському таблиці дієслів і монгольсько-російські розмовники. Таким чином, роботи англійських місіонерів зробили внесок у російське сходознавство.
На початку 1830 року місіонери звернулися до Міністерства внутрішніх справ і Святішого Синоду з проханням дозволити їм хрестити бурятів за протестантським обрядом. У 1833 році Кабінет міністрів оголосив заявникам, що бурят, які бажають прийняти хрещення, повинні відсилати до православного духовенства і що тільки за цієї умови англійські місіонери можуть продовжувати свою діяльність. За спогадами сучасників, місіонери неофіційно хрестили близько 100 людей. Після закриття місії всі вони перейшли до православ'я.

### Просвітницька діяльність
1833 року місія зробила своїм пріоритетом освіту дітей.
Перші класи були відкриті ще в 1828 році і набули офіційного статусу навчального закладу, де крім загальноосвітніх дисциплін викладалися Закон Божий, Біблія та інші духовні предмети християнсько-протестантського штибу. Також школи були відкриті у місіонерських станах на Оні та Кодуні.
У 1832 році Роберт Юілль розпочав будівництво окремої будівлі для школи. Юілль назвав свою трирічну школу «Селенгінської академії для навчання молоді язичницьких племен Сибіру». В академії викладалися: арифметика, геометрія, тригонометрія, алгебра, історія, логіка, Святе Письмо, Біблія; мови: російська, латинська, грецька, англійська, давньоєврейська, монгольська, тибетська, маньчжурська, бурятська мова та її діалекти.
Сван і сім'я Сталібрасів у своїх школах викладали простішу програму: Закон Божий монгольською мовою, арифметика, російська граматика, спів псалмів, а також шиття та в'язання (для дівчаток), теслярська та столярна справа (для хлопчиків).
Учні місіонерів майже всі стали вчителями церковно-парафіяльних шкіл. Ринчин Ванчиков викладав у російсько-монгольській військовій школі. Ринчин-Доржи Димбілов та Тарба Жигжитов стали Головними тайшами хоринських бурятів. Серед учнів були засідателі Степових дум, військові начальники, чиновники повітових канцелярій, перекладачі.

### Бібліотека місії
У бібліотеці місії в Селенгінську зберігалася велика кількість Євангелій і Священних писань маньчжурською та англійською мовами, книги східними мовами, монголо-англійська та маньчжуро-англійська словники, тригонометрія бурятською мовою та інші книги.
Після від'їзду місіонерів до Англії бібліотека Юїля була передана на зберігання селенгінському купцю Н. Мельникову. У 1864 році Н. Мельников передав бібліотеку місії до бібліотеки Посольського Спасо-Преображенського монастиря, в якому була на той час Забайкальська духовна місія. Книги англійської місії зберігалися окремо від бібліотеки монастиря.

### Переклади та книговидавництво

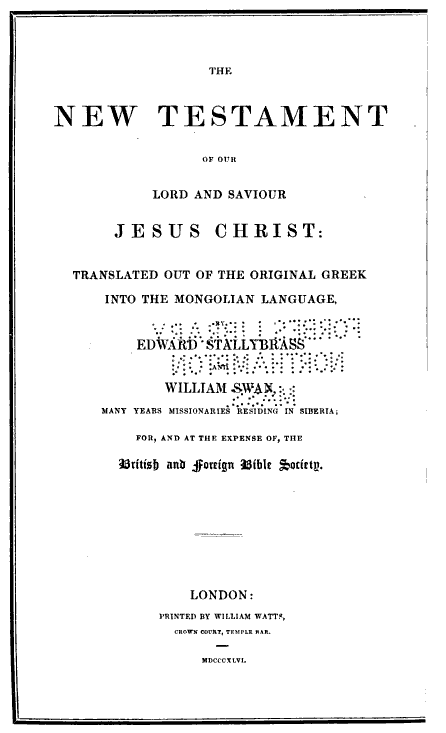
Сторінка «Нового Завіту» монгольською мовою в перекладі Едварда Сталібраса та Вільяма Свана. Виданий у Лондоні 1846 року.

У 1824 році з Санкт-Петербурга в Селенгінськ був доставлений друкарський верстат, але перекладів богослужбових книг на монгольську мову ще не існувало. До 1834 року місіонери вивчали мови, перекладали Біблію та шкільні підручники. Більшість роботи виконав Роберт Юїлль.
У березні 1834 року разом зі Сваном до Селенгінська приїхав з Казані друкар Джон (Іван Іванович) Аберкромбі, вихованець Шотландської місії на Кавказі, і в кінці того ж року в друкарні Селенгінська були надруковані перші 500 екземплярів «Книги Буття» монгольською.
Через тривалий конфлікт між місіонерами, 1835 року друкарський верстат перевезли в місіонерський стан на Кодуні. Там продовжилося видання книг, у тому числі Нового Завіту у перекладі Я. Шмідта.
Роберт Юїлль у Селенгінську за допомогою місцевих майстрів зібрав новий друкарський верстат і відлив літери монгольської та тибетської складової абетки. В 1836 він випустив «Монгольський словник» і «Монгольську граматику».

### Припинення діяльності місії
Після смерті імператора Олександра I (1825) змінилася державна політика щодо всіх іноземних духовних товариств. Було ліквідовано Російське біблійне товариство та всі його регіональні представництва. 1835 року закрили Шотландську та Базельську іноземні християнсько-протестантські духовні місії.
У 1839 році Лондонське місіонерське товариство виключило зі своїх лав Роберта Юїлля. Ймовірно, через те, що Юїлль надавав перевагу вивченню мов, а не релігійній діяльності.
7 липня 1840 року імператор Микола I затвердив пропозицію Священного Синоду про ліквідацію Англійської місії у Забайкаллі.
Після завершення друкування Біблії Сталібрас, Сван та Аберкромбі у січні 1841 року виїхали із Забайкалля до Санкт-Петербурга. Юїлль, який уже не вважався місіонером, жив у Селенгінську до 1846 року.
У 1852 році в будинках місії в Селенгінську розмістилася російсько-монгольська військова школа та тимчасові заклади 23-ї батареї конноартилерійської бригади Забайкальського козачого війська .